# Garth Brooks in... The Life of Chris Gaines
Garth Brooks in... The Life of Chris Gaines è l'ottavo album in studio del cantante country statunitense Garth Brooks, pubblicato il 28 settembre 1999 a nome Chris Gaines.
Chris Gaines è l'alter ego di Brooks e l'album è anche conosciuto come Greatest Hits a nome Chris Gaines.

## Tracce
1. That's the Way I Remember It – 4:29 (Tommy Sims, Tony Arata)
2. Lost in You – 3:05 (Gordon Kennedy, Wayne Kirkpatrick, Sims)
3. Snow in July – 4:20 (Kennedy, Kirkpatrick, Mike More, Andrew Logan)
4. Driftin' Away – 4:56 (Sims)
5. Way of the Girl – 3:44 (Kennedy)
6. Unsigned Letter – 4:17 (Kennedy, Kirkpatrick)
7. It Don't Matter to the Sun – 4:21 (Kennedy, Kirkpatrick, Sims)
8. Get Together – 3:24 (Cheryl Wheeler, Chet Powers)
9. Main Street – 4:12 (Kennedy, Kirkpatrick, Trisha Yearwood)
10. White Flag – 4:43 (Kennedy, Kirkpatrick)
11. Digging for Gold – 5:08 (Kennedy, Kirkpatrick)
12. Maybe – 5:11 (Kennedy, Phil Madeira)
13. My Love Tells Me So – 4:33 (Kennedy, Kirkpatrick, Sims)

## Classifiche
| Classifica (1999) | Posizione massima |
| ----------------- | ----------------- |
| Canada            | 5                 |
| Germania          | 72                |
| Norvegia          | 13                |
| Stati Uniti       | 2                 |